# Rhynchonelliformea
Los rinconeliformes (Rhynchonelliformea) es el nombre que ahora se le da a los braquiópodos articulados (antes clase Articulata) elevada al rango de subfilo. Los braquiópodos articulados son aquellos con conchas duras y articuladas (de ahí el término anterior) con un conjunto simple de músculos de apertura y cierre.
El término Rhynchoelliformea proviene de la familia Rhynchonellidae, al mismo nivel de representatividad que otras familias como Spyriferidae o Strophomenidae. La elección de este taxón concreto es totalmente arbitraria.
La principal diferencia entre Rhynchonelliformea descrita en el Tratado Parte H, revisada 2000/2007 y Articulata del Tratado parte H, 1965, radica en los grupos incluidos, sus posiciones y disposiciones taxonómicas. Rhynchonelliformea (Articulata revisada) se divide en cinco clases: Obolellata, Kutorginata, Chileata, Strophomenata y Rhynchonellata. Las clases Strophomenata y Rhynchonellata se encuentran viviendo hasta la actualidad; Rhynchonellata como un componente principal de las faunas modernas de braquiópodos, Stromphomenata como un contribuyente menor. Las clases Obolellata, Kutorginata y Chileata están todas extintas. Las clases Obolellata y Kutorginata están restringidas al Cámbrico, los rangos fósiles de Chileata a lo largo del Paleozoico.
En la clasificación más antigua del Tratado (1965), la clase Articulata se dividió en seis órdenes: Orthida, Pentamerida, Rhynchonellida, Spiriferida, Terebratulida y Strophomenida. Los órdenes Orthida, Pentamerida, Rhynchonellida, Spiriferida y Terebratulida se incluyeron en la clase Rhynchonellata. Strophomenida se convirtió en el orden Strophomenata con la adición de Orthotetida y Billingsellida y la separación de Chileata. Los Obolellata y Kutorginata se incluyeron previamente en Inarticulata, pero desde entonces se han reconocido como articulados primitivos.
Uno de los cambios más significativos en la nueva clasificación es la división del orden Spiriferida original en varios órdenes distintos y separados: Atrypida, Athyridida y Spiriferinida; cada uno con su propia derivación y filogenia. Originalmente, estos se incluyeron como subórdenes dentro de la Spiriferida que combinaban braquiópodos con braquidias espirales independientemente de la orientación o la longitud de la línea de la bisagra o si la concha era impuntada o punteada. La nueva clasificación reconoce que la braquidia espiral es una cuestión de evolución convergente.

## Taxonomía
El subfilo incluye las siguientes clases y órdenes:
- Rhynchonelliformea
  - Kutorginata†
  - Chileata†
    - Chileida†
    - Dictyonellida†

  - Obolellata†
    - Obolellida†
    - Naukatida†

  - Strophomenata
    - Billingsellida†
    - Orthotetida†
    - Productida†
    - Strophomenida

  - Rhynchonellata
    - Rhynchonellida
    - Terebratulida
    - Atrypida†
    - Athyridida†
    - Cadomelloidea†
    - Cardiarinidae†
    - Oblellida†
    - Orthida†
    - Spiriferinida†
    - Protorthida†
    - Pentamerida†
    - Thecideida†